# Vítor Oliveira
Vítor Manuel Oliveira (Matosinhos, 17 novembre 1953 – Matosinhos, 28 novembre 2020) è stato un allenatore di calcio e calciatore portoghese, di ruolo centrocampista.

## Carriera
Da giocatore ha disputato oltre 200 partite di Primeira Liga, prima di ritirarsi nel 1983 ed intraprendere la carriera da allenatore.

## Palmarès

### Allenatore

#### Competizioni nazionali
- Campionato portoghese di seconda divisione: 6

Paços Ferreira: 1990-1991, 2018-2019
União Leiria: 1997-1998
Leixões: 2006-2007
Moreirense: 2013-2014
Portimonense: 2016-2017